# Anne Vondeling
Anne Vondeling (ur. 2 marca 1916 w Appelscha, zm. 22 listopada 1979) – profesor, polityk, należący do holenderskiej Partii Pracy, poseł do Parlamentu Europejskiego.

## Życiorys
Do 1940 roku A. Vondelig studiował w Szkole Rolniczej w Wageningen. W latach 1940–1945 pracował jako inżynier rolnictwa w holenderskiej prowincji Fryzji. Od 1945 r. do 1948 r. pełnił funkcję dyrektora doradztwa podatkowego. W 1948 r. uzyskał doktorat w Agricultural College. W swojej karierze politycznej często wygłaszał i publikował artykuły o tematyce rolniczej. Od 1960 r. do 1963 r. był profesorem nadzwyczajnym na Uniwersytecie w Groningen, specjalizował się w tematyce znajomości organizacji międzynarodowych, szczególnie natomiast w polityce rolnej i żywnościowej.
W 1979, podczas rocznej kadencji w Parlamencie Europejskim był:
- Wiceprzewodniczącym Parlamentu Europejskiego oraz Prezydium,
- Członkiem Partii Europejskich Socjalistów,
- Członkiem Komisji ds. Gospodarczych i Walutowych,
- Członkiem Komisji ds. Regulaminu i Petycji (1979)[2].

W Holandii corocznie przyznawane są nagrody Anne Vondelingprijs (nazwane na cześć Anne Vondelinga), dla dziennikarzy, którzy w jasny sposób relacjonują tematy związane z polityką.